# Xã Sullivan, Quận Ramsey, Bắc Dakota
Xã Sullivan (tiếng Anh: Sullivan Township) là một xã thuộc quận Ramsey, tiểu bang Bắc Dakota, Hoa Kỳ. Năm 2010, dân số của xã này là 26 người.